# Albert Pyun
Albert Pyun (* 19. Mai 1953 in Hawaii; † 26. November 2022 in Las Vegas, Nevada) war ein US-amerikanischer Regisseur, der durch seine Vielzahl von B-Filmen und Direct-to-Video-Filmen bekannt geworden ist. In seiner über vierzig Jahre langen Karriere drehte er über 50 Low Budget- und Independent-Filme.

## Leben
Pyun wuchs auf Hawaii auf wo er bereits im Alter von 14 Jahren begann erste Filme mit einer 16-mm-Kamera zu drehen. Im Alter von 18 Jahren reiste er nach Japan, wo er eine Ausbildung als Filmeditor und Kameramann absolvierte und Assistent von Akira Kurosawa wurde. Später kehrte er nach Hawaii zurück und wirkte an verschiedenen Dokumentationen sowie Werbespots mit. 1976 zog er nach Los Angeles. Sein Debüt als Regisseur gab er mit dem Film Talon im Kampf gegen das Imperium im Jahr 1982, der bei einem vergleichsweise geringen Budget von vier Millionen US-Dollar das zehnfache einspielte. Zahlreiche Filme folgten, zu den bekanntesten zählen die Nemesis-Reihe sowie Cyborg mit Jean-Claude Van Damme in der Hauptrolle. 2006 verfilmte er als Direct-to-Video Produktion die Lovecraft-Novelle Cool Air, welcher 2012 seine erste Kino-Premiere im Rahmen des Estepona International Film Festival feierte.
Seine Berufslaufbahn als Regisseur gliedert sich in verschiedene Filmgenres. So begann Pyun Anfang der achtziger Jahre eher mit Fantasy-behafteten Filmen, wechselte gegen Ende der Achtziger/Anfang der Neunziger zu Action und Science Fiction, um dann von Mitte bis Ende der Neunziger etwas tiefer gehende Werke zu liefern, die z. B. die Endzeit thematisierten. Dabei haben jedoch fast alle seine Filme gemein, dass ihre Handlung vergleichsweise simpel ist und eher Gewalt, Effekte oder Kulisse im Vordergrund zu stehen scheinen. In den 1980er Jahren war er dabei Cannon Films eng verbunden. Die Qualität seiner Filme litt besonders, als er sich von seinem Produzenten Tom Karnowski und dem Kameramann George Mooradian trennte.
Im Jahr 1994 gründete der von der Videowoche als „Martial-Arts-Routinier und Kunstmenschfachmann“ bezeichnete Pyun die Produktionsfirma Filmwerks, die er 1999 wieder verließ.
Er starb im November 2022 im Alter von 69 Jahren an Multipler Sklerose. Die Diagnose bekam er bereits 2013. Auch wurde 2017 eine Demenzerkrankung öffentlich gemacht. Er hinterlässt seine Ehefrau Cynthia Curnan.

## Filmografie (Auswahl)

### Regisseur
- 1982: Talon im Kampf gegen das Imperium (The Sword and the Sorcerer)
- 1986: Radioactive Dreams
- 1986: Teuflische Klasse (Dangerously Close)
- 1986: Planet des Grauens (Vicious Lips)
- 1987: Hetzjagd in St. Lucas (Down Twisted)
- 1988: Flucht aus Atlantis (Alien from L.A.)
- 1989: Cyborg
- 1990: Das Alien vom Highway (Deceit)
- 1990: Captain America
- 1991: Kickboxer 2 – Der Champ kehrt zurück (Kickboxer 2: The Road Back)
- 1991: Bloodchamp (Bloodmatch)
- 1991: Dollman
- 1992: Nemesis
- 1993: Brain Smasher
- 1993: Cyborg Warriors (Knights)
- 1993: Cyber World (Arcade)
- 1994: Kickboxer 4 – The Aggressor
- 1994: The Last Chance – Die Nacht der Entscheidung (Hong Kong ’97)
- 1995: Spitfire
- 1995: Heatseeker
- 1995: Nemesis 2 – Die Vergeltung (Nemesis 2: Nebula)
- 1996: Ultimate Chase – Die letzte Jagd (Adrenalin: Fear the Rush)
- 1996: Nemesis 3 – Die Entscheidung (Nemesis III: Prey Harder)
- 1996: Ravenhawk (Fernsehfilm)
- 1996: Omega Doom
- 1996: Nemesis 4 – Engel des Todes (Nemesis IV)
- 1997: Blast
- 1997: Mean Guns
- 1997: Crazy Six
- 1998: Serial Killer (Postmortem)
- 1998: Sorcerers
- 1999: Urban Menace
- 1999: Corrupt – Der Rächer der Bronx (Corrupt)
- 2000: The Wrecking Crew
- 2001: Ticker
- 2004: Max Havoc – Der Fluch des Drachen (Max Havoc: Curse of the Dragon)
- 2005: Invasion – Angriff der Körperfresser (Infection)
- 2006: Aliens Gone Wild
- 2006: Cool Air
- 2007: Vergeltung der Verdammten – Left For Dead (Left For Dead)
- 2008: Road to Hell
- 2010: Bulletface
- 2010: The Sword and the Sorcerer 2
- 2014: The Interrogation of Cheryl Cooper
- 2017: Interstellar Civil War
- 2018: Death Heads: Brain Drain

### Drehbuchautor
- 1982: Talon im Kampf gegen das Imperium (The Sword and the Sorcerer)
- 1986: Radioactive Dreams
- 1986: Planet des Grauens (Vicious Lips)
- 1988: Flucht aus Atlantis (Alien from L.A.)
- 1989: Cyborg
- 1990: Das Alien vom Highway (Deceit)
- 1993: Brain Smasher
- 1993: Cyborg Warriors (Knights)
- 1994: Kickboxer 4 – The Aggressor
- 1995: Spitfire
- 1995: Heatseeker
- 1995: Nemesis 2 – Die Vergeltung (Nemesis 2: Nebula)
- 1996: Ultimate Chase – Die letzte Jagd (Adrenalin: Fear the Rush)
- 1996: Nemesis 3 – Die Entscheidung (Nemesis III: Prey Harder)
- 1996: Omega Doom
- 1996: Nemesis 4 – Engel des Todes (Nemesis IV)
- 1997: Blast
- 1999: Urban Menace
- 2000: The Wrecking Crew
- 2017: Interstellar Civil War